# 珍妮·斯米利·羅伯遜

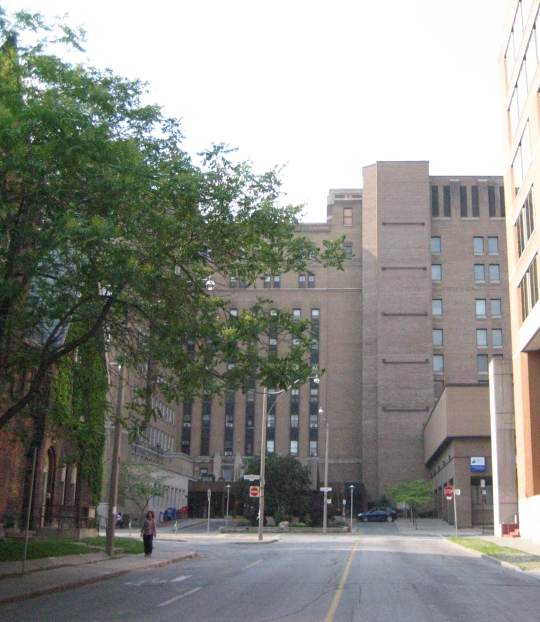
多倫多婦女學院醫院，由斯米利幫助創建，當時名為安大略女子醫學院。

珍妮·斯米利·羅伯遜（英語：Jennie Smillie Robertson，1878年2月10日—1981年2月26日），在她的職業生涯中以珍妮·斯米利（Jennie Smillie）而知名，是加拿大第一位女性外科醫生，也是加拿大第一位大型婦科手術的主刀醫生。她出生於農民家庭，曾當過教師以支付醫學院的學費，後來進入安大略女子醫學院，該學院在她就讀期間併入多倫多大學醫學院。由於多倫多缺乏選擇，她在美國完成培訓。1911年，由於沒有一家多倫多醫院願意讓她做手術，她幫助母校重新創建今天的婦女學院醫院。

## 早年生活和教育
1878年2月10日，珍妮·斯米利出生於安大略省亨索爾郊外的一個農場，父親是班傑明·斯米利（Benjamin Smillie），母親是簡·斯米利（Jane Smillie），她是幾個孩子中的一個。珍妮·斯米利曾在亨索爾的公立學校就讀，後來又到西佛斯就讀。她很早就對醫學產生興趣。成年後，她告訴另一位女醫生兼朋友：「我第一次想到當醫生時只有3歲。我聽說過一位女傳教士醫生。5歲時，我問媽媽，女人能不能當醫生。她告訴我可以，從那時起我就知道我要做醫生。」
斯米利最初接受的是教師教育，並工作至25歲，以積蓄安大略女子醫學院的學費。1906年，在她就讀醫學院二年級之前，該學院與多倫多大學醫學院合併，成為一所男女同校的學校；儘管斯米利認為女性對男性產生積極的影響，但一些女性還是感受到來自男性同儕的敵意。她於1909年畢業。

## 職業生涯
在加拿大，女性很難獲得醫學實習機會；多倫多沒有一家醫院願意接收斯米利作為常駐實習生，迫使她前往美國，在費城的賓夕法尼亞女子醫學院完成實習。1910年，她回到多倫多開始執業，但沒有任何醫生接受她的外科訓練。於是她又回到費城，在另一位女外科醫生的指導接受了六個月的密集培訓，其中包括一周的外科病房管理，她認為這段經歷讓她建立了自信。
斯米利第二次回到多倫多後，沒有一家醫院允許她進行手術。相反，她利用日光在病人的廚房桌子上完成了她的第一例手術（切除卵巢腫瘤的卵巢切除術），這使她成為加拿大第一位完成大型婦科手術的外科醫生。因此，她成為加拿大現代婦科領域有記錄的第一位女性外科醫生。
1911 年，斯米利和她的女同事們將安大略女子醫學院重建為女子學院醫院，因為需要她們服務的女病人越來越多，而且加拿大的女醫生也越來越多。在大樓建成之前，醫院位於租來的房屋內，早期的經濟困難導致創辦人必須從農婦那裡收集蔬菜來餵養病人。1912年，女子學院醫院成立後不久，她就加入了醫院，並成為婦科副主任醫師，這一職位擔任到1942年。她從事腹部和婦科手術，直到1948年退休。
在醫院之外，斯米利也是加拿大女醫務人員聯合會的創始成員，並積極投身於自由主義事業，曾一度擔任婦女自由協會（Women's Liberal Association）主席。

## 晚年生活
退休後，斯米利在70歲時嫁給鰥夫亞歷克斯·羅伯遜（Alex Robertson），儘管他們在幾十年前就已相識，斯米利對此解釋說：「我第一次見到（他）是在1898年，那
時我還在教書。當時我打算從醫，而不是結婚，我認為我不可能兩者兼得。」。羅伯遜在十年後便去世。在她百歲生日那天，她說她一生中沒有一天不想成為醫生。斯米利·羅伯遜於1981年2月26日在多倫多一家療養院去世，享年103歲，葬於多倫多普萊森特山公墓。
2013年，亨索爾以她的名字命名了一個口袋公園。
2016年，斯米利·羅伯遜被提名為首位將肖像印在加拿大紙幣上的女性之一。不過，早期的民權運動家維奧拉·戴斯蒙德被選為第一位以這種方式接受表彰的女性和黑人。